# 기건 선생 묘 및 신도비
기건 선생 묘 및 신도비는 경기도 고양시 덕양구 성사동에 있다. 1986년 6월 16일 고양시의 향토문화재 제22호로 지정되었다.

## 개요
고려말 조선조 초기의 인물인 기건 선생의 묘와 신도비이다. 조선조 전기의 석물인 문인석 등이 배치되어 있다.